# Nastri d'argento 1981
Els Nastri d'argento 1981 foren la 36a edició de l'entrega dels premis Nastro d'Argento (Cinta de plata) que va tenir lloc el 1981.

## Guanyadors

### Millor director
- Francesco Rosi - Tre fratelli
- Ettore Scola - Passione d'amore
- Pupi Avati - Aiutami a sognare
- Carlo Lizzani - Fontamara

### Millor director novell
- Massimo Troisi - Ricomincio da tre

### Millor productor
- Fulvio Lucisano i Mauro Berardi - Ricomincio da tre

### Millor argument original
- Massimo Troisi - Ricomincio da tre

### Millor guió
- Ettore Scola i Ruggero Maccari - Passione d'amore

### Millor actor protagonista
- Vittorio Mezzogiorno - Tre fratelli
- Massimo Troisi - Ricomincio da tre
- Alberto Sordi - Io e Caterina
- Michele Placido - Fontamara

### Millor actriu protagonista
- Mariangela Melato - Aiutami a sognare

### Millor actor debutant
- Massimo Troisi - Ricomincio da tre

### Millor actriu debutant
- Elena Fabrizi - Bianco, rosso e Verdone ex aequo Carla Fracci - La storia vera della signora delle camelie
- Cristina Donadio - Razza selvaggia

### Millor actriu no protagonista
- Ida Di Benedetto - Fontamara
- Elena Fabrizi - Bianco, rosso e Verdone
- Maddalena Crippa - Tre fratelli

### Millor actor no protagonista
- Massimo Girotti - Passione d'amore
- Orazio Orlando - Aiutami a sognare
- Rossano Brazzi - Io e Caterina
- Lello Arena - Ricomincio da tre

### Millor banda sonora
- Riz Ortolani - Aiutami a sognare

### Millor fotografia
- Pasqualino De Santis - Tre fratelli

### Millor vestuari
- No concedit

### Millor escenografia
- Mario Garbuglia - La storia vera della signora delle camelie
- Fiorenzo Senese - Passione d'amore

### Millor pel·lícula estrangera
- Akira Kurosawa - Kagemusha (Kagemusha)
- Robert Redford – Gent corrent (Ordinary People)
- Martin Scorsese - Toro salvatge (Raging Bull)
- François Truffaut - Le Dernier métro